# Argo Pelasgica
Argo Pelasgica era una località omerica della Tessaglia menzionata nel  "catalogo delle navi":
Si ritiene possa essere stata una città della Pelasgiotide o un nome alternativo di Ftia, il regno di Peleo e Achille o appartenente all'intera Tessaglia. Strabone scrisse che: Alcuni ritengono la pelasgica Argos come città della Tessaglia, che una volta si trovava nella zona di Larissa, ma ora non esiste più; ma altri la considerano, non come una città, ma come la piana del Tessali, che viene indicata con questo nome da Aba, che portò una colonia da Argo. Strabone diede inoltre il seguente post-classico significato al termine 'argos': E negli scrittori più recenti, anche la pianura si chiama Argo, ma non una volta in Omero. Eppure essi pensano che questo sia soprattutto un termine gergale macedone o tessalico.
Infine, anche se la geografia omerica della Tessaglia non si limita a questo passaggio, il toponimo "Tessaglia" è assente in Omero. L'unico elemento del nome è limitato a re Tessalo, figlio di Ercole, il cui figli, Fidippo e Antifo risultano essere dei capi dodecanesiani di regni insulari nel catalogo delle navi.